# Diagramma di uguale intensità sonora

Diagramma ISO 226:2003. La curva (40 phon), è della precedente ISO 226:1987.

Il diagramma di uguale intensità sonora, detto anche diagramma delle curve isofoniche, rappresenta in modo grafico, la media della risposta in frequenza dell'orecchio umano più giovane, sotto particolari condizioni descritte nella ISO 226:2023, e specifica le combinazioni dei livelli di pressione sonora e frequenze di toni puri continui, percepiti come ugualmente forti dagli ascoltatori umani. In realtà, queste curve sono tratte dai dati di ascolto dei giovani (18-25 anni), di suoni mofonici generati in un punto centrale di fronte all'ascoltatore.
Il livello di intensità del volume, in phon, del suono misurato, è quindi uguale al livello di pressione sonora, in decibel (dB SPL), del suono di riferimento (tono sinusoidale a 1 000 Hz), regolato al di sopra del livello di soglia standard (la soglia di udibilità minima). Così, al variare della frequenza, rispetto a quella di riferimento, la pressione acustica dei vari toni sinusoidali ascoltati, disegna le varie curve di sensibilità che l'ascoltatore percepisce nei test: per definizione, due onde sinusoidali di frequenza differente, hanno lo stesso volume se sono percepite alla medesima intensità, da una persona senza particolari problemi uditivi (otologicamente normale).
In onore dei primi sperimentatori della sensazione uditiva (1933), a questi diagrammi ci si può riferire anche col nome di "audiogramma normale di Fletcher e Munson", ma solo storicamente, perché da tanti anni ormai questa denominazione sarebbe scorretta, in quanto le curve sono state ridefinite più correttamente nel 1986 (es: Fastl e Zwicker - ISO226:1986) e poi dal più aggiornato standard internazionale (ISO 226:2003 e poi 2023), basato su dati sperimentali ottenuti in diverse nazioni.

## Determinazione sperimentale

Curve isofoniche definite nello standard ISO 226

Il sistema uditivo umano percepisce normalmente i suoni compresi tra le frequenze di 20 Hz e 20 kHz (20.000 hertz). La curva isofonica indica che la maggiore sensibilità è a circa 3,5 kHz (fra 1 e 5 kHz), e ad oggi si è più certi che questo è dovuto alla risonanza del canale auricolare e alla funzione di trasferimento degli ossicini dell'orecchio intermedio. I limiti di banda percepita, tendono a diminuire con l'età e soprattutto con l'esposizione nel tempo ai rumori troppo forti (vedi, pressione sonora).
I diagrammi di uguale intensità sonora furono prodotti per la prima volta nel 1933 da Fletcher e Munson, usando delle cuffie. Nel loro studio gli ascoltatori erano sottoposti a toni puri di varia frequenza, per essere confrontati a quella fissa di riferimento, e per ogni frequenza l'intensità era gradualmente incrementata in un intervallo 10 dB. Prima di ciascun suono, per ciascuna frequenza e intensità, l'ascoltatore ascoltava un tono di riferimento a 1 000 Hz. Il tono di riferimento era quindi modificato in intensità, fino a che l'ascoltatore non lo avesse percepito come della stessa intensità del suono campione. 
Siccome l'intensità sonora percepita, è una quantità che dipende da vari fattori fisiologici e psicologici variabili nel tempo e in diverse condizioni, disegnare queste curve è certamente stato difficile. Tuttavia, i due sperimentatori mediarono i loro risultati ripetendo l'esperimento su più soggetti, in modo da ottenere una quantità ragionevole di dati. 
La curva dal valore più basso, rappresenta la soglia di sensibilità minima, ovvero i suoni più bassi percepibili in base alla frequenza, ed è definito come il limite assoluto dell'udito (soglia di udibilità minima). Mentre la più alta, è detta soglia del dolore.
Un secondo esperimento, fu condotto da Churcher e King nel 1937, dove i risultati mostrarono differenze apprezzabili rispetto a quelli ottenuti dagli sperimentatori originali.
Un terzo studio sperimentale fu fatto da Robinson e Dadson, nel 1956. I risultati di questi due ricercatori, ritenuti generalmente più accurati, divennero poi lo standard ISO di riferimento nel 1986 (ISO 226:1986), e furono generalmente considerati definitivi fino al 2003, quando lo standard fu rivisto sulla base delle misurazioni più recenti.

## Revisioni recenti - ISO 226:2003
A causa delle evidenti discrepanze fra i risultati più vecchi e quelli più recenti, l'International Organization for Standardization (ISO) ha recentemente rivisto le curve definite nello standard ISO 226 del 1987. Al processo di revisione fecero seguito alcune raccomandazioni pubblicate dall'istituto di comunicazione elettrica della Università di Tohoku (Giappone). 
Al termine del lavoro furono prodotte nuove curve, combinando i risultati di diversi esperimenti condotti in Giappone (che fornì il maggior contributo con circa il 40% dei dati), Germania, Danimarca, Regno Unito, e Stati Uniti d'America e fu quindi definito il nuovo standard ISO 226:2003. La relazione al nuovo standard è dedicata anche a discutere le differenze sorprendenti con la versione precedente e viene notato, fra l'altro, che i dati attuali mostrano migliore accordo con le curve originali di Fletcher e Munson piuttosto che con quelle prodotte nel 1956. Queste ultime sembrano differire fino a un massimo di 10 - 15 dB da quelle standardizzate, specialmente nella regione di bassa frequenza; le ragioni di una tale discrepanza non sono ancora state spiegate.

## Stimolo laterale e frontale
Le curve di uguale intensità derivate utilizzando cuffie auricolari sono valide solo nel caso speciale di uno stimolo laterale; tuttavia questo non è il modo in cui normalmente l'uomo percepisce i suoni. Nella vita reale i rumori ci investono come onde piane se provengono da una sorgente sufficientemente distante. Nel caso in cui questi si trovi direttamente davanti all'ascoltatore entrambe le orecchie ricevono la stessa intensità. 
Nel caso in cui i suoni siano emessi a frequenze superiori a 1 kHz il suono che entra nel canale auricolare è parzialmente ridotto da un effetto di mascheramento della testa, che dipende, in buona parte, dalla riflessione indotta dal padiglione auricolare. Suoni che non provengano da una sorgente centrata sono soggetti maggiormente a questo effetto combinato di mascheramento e riflessione in un orecchio piuttosto che nell'altro. L'insieme dei due effetti è quantificato da insiemi di curve in uno spazio tridimensionale note con il nome di funzioni di trasferimento legate alla testa.
Gli standard ISO sono basati su uno stimolo frontale e centrale che è considerato preferibile nel caso in cui si vogliano tracciare i diagrammi di uguale intensità sonora.
Robinson e Dadson avevano utilizzato, nel loro esperimento, degli altoparlanti e, per lungo tempo, le differenze con le curve originali furono spiegate con il diverso apparato di produzione dei suoni. Tuttavia l'ISO, nella sua relazione di accompagnamento allo standard, dichiara di aver utilizzato cuffie adattate per compensare la differenza, senza tuttavia riferire i dettagli di come si sia ottenuta questa compensazione.

## Cuffie e altoparlanti
Delle "buone cuffie" che avvolgano comodamente l'orecchio, sono spesso in grado di produrre intensità più omogenee alle basse frequenze, anche ad alte intensità del suono. A basse frequenze l'orecchio umano è sensibile esclusivamente alla pressione e la cavità formata fra cuffie e orecchio è troppo piccola per introdurre delle risonanze che alterino il suono prodotto. Condurre un test utilizzando auricolari, quindi, è un buon metodo per derivare i diagrammi di uguale intensità sotto i 500 Hz; anche se, è opportuno notare che sono state espresse delle riserve riguardo alla determinazione della soglia uditiva utilizzando questo metodo. Tali riserve sono basate sulla constatazione che tappare il canale auricolare induce una maggiore sensibilità al suono del flusso sanguigno attraverso i vasi che scorrono nell'orecchio; un rumore che viene normalmente cancellato dal cervello. Utilizzare delle cuffie viene inoltre considerato non del tutto corretto ad alte frequenze, dato che le varie risonanze del padiglione auricolare e del canale auricolare sono modificate dalla vicinanza con la cavità orecchio-cuffia.
Utilizzando le casse acustiche, vale l'esatto opposto. È infatti molto difficile ottenere un suono omogeneo a bassa frequenza nello spazio vuoto, a meno di non essere a grande distanza dal terreno o in una camera anecoica prive di riflessioni per suoni di frequenza maggiore dei 20 Hz. Fino a poco tempo fa non era possibile raggiungere frequenze che si avvicinassero al limite del 20 Hz senza introdurre una distorsione armonica e, ancora oggi i migliori altoparlanti, generano, in media, una distorsione armonica valutabile in una frazione inferiore al 3% della distorsione armonica complessiva e corrispondente a 30 o 40 dB sotto la frequenza fondamentale. Tutto questo non è tuttavia sufficiente, visto l'aumento dell'intensità percepito (compreso fra 6 e 10 dB per ottava) rivelato dalle curve sotto i 50 Hz. Per questo motivo uno sperimentatore attento deve assicurarsi che i soggetti su cui viene condotto l'esperimento stiano effettivamente ascoltando la frequenza fondamentale e non una armonica superiore e, in particolare, la terza armonica che è particolarmente pronunciata.